# 1931
Het jaar 1931 is een jaartal volgens de christelijke jaartelling.

## Gebeurtenissen
januari
- 1 - De econoom John Maynard Keynes roept in een radiopraatje de Britse huisvrouwen op, om hun huishoudgeld in de winkels te besteden en niet op te potten. Door de deflatie kunnen ze nu veel koopjes halen, en ze helpen zo de Grote Depressie te bestrijden.
- 3 - De Panamese president Florencio Harmodio Arosemena wordt afgezet na een militaire coup onder Arnulfo Arias en gevangen gezet. Arias' broer Harmodio Arias Madrid volgt hem op als president.
- 26 - In Groningen botst een passagierstrein uit Nieuweschans ter hoogte van de Lodewijkstraat op een rangerende goederentrein. Er vallen drie doden en vijf gewonden.
- 27 - Pierre Laval volgt Théodore Steeg op als premier van Frankrijk.
- januari - De Hahnenkamrennen worden voor het eerst gehouden op de piste bij Kitzbühel in Tirol.

februari
- 7 - De bedenker van de witte stok Guilly d'Herbemont reikt in aanwezigheid van enkele leden van de Franse regering de eerste exemplaren uit aan een oorlogsblinde en een "gewone" blinde.
- 8 - Bij het tweede zelfstandige wereldkampioenschap ijshockey verlengt Canada zijn wereldtitel, door ook de laatste wedstrijd in de finaleronde tegen de Verenigde Staten winnend af te sluiten met 2-0.
- 10 - De nieuwe hoofdstad van Brits-Indië, New Delhi, wordt in gebruik genomen.
- 18 - Polen krijgt een lening van 113 miljoen frank waard aan krijgsmaterieel van Frankrijk.
- 20 - Zog I van Albanië overleeft een aanslag in Wenen ongedeerd.

maart
- 1 - Japan installeert ex-keizer Pu Yi van China als staatshoofd (vanaf 1934 keizer) van de marionettenstaat Mantsjoekwo.
- 3 - The Star-Spangled Banner wordt het volkslied van de Verenigde Staten van Amerika.
- 5 - Sir Oswald Mosley richt in Londen een fascistische partij, de British Union of Fascists, op.

april
- Stille Week - Eerste reeks uitvoeringen van de Passiespelen Tegelen.
- 14 - In Spanje wordt de republiek uitgeroepen.
- 15 - Maffiabaas Joe Masseria wordt in een New Yorks restaurant doodgeschoten door Anastasia, Genovese, Adonis en Siegel. Deze vier werken voortaan voor Lucky Luciano.

mei
- 1 - Het Empire State Building in New York is gereed en neemt de positie van 'hoogste gebouw ter wereld' over van het Chrysler Building. Aan de top van het gebouw is een aanlegsteiger bevestigd voor zeppelins.
- 10 - Anti-monarchistische rellen in meerdere Spaanse steden waarin vele kerken in brand worden gestoken.
- 11 - De Creditanstalt, een grote Oostenrijkse bank, verklaart zich niet in staat om aan haar financiële verplichtingen te voldoen, en dreigt de gehele Oostenrijkse economie mee te nemen in haar val.
- 12 - Het bevroren lichaam van Alfred Wegener wordt op IJsland teruggevonden.
- 16 - In Nederland wordt het Genootschap Onze Taal opgericht door zo'n dertig taalpuristen. Zij stellen zich vooral ten doel het aantal Duitse leenwoorden en germanismen in de Nederlandse taal terug te dringen.
- 27 - De Zwitserse natuurkundige Auguste Piccard en Paul Kipfer stijgen in een ballon op tot een recordhoogte van 15.781 meter, en zijn daarmee de eerste mensen in de stratosfeer.

juni
- 1 - In Italië worden katholieke jeugdorganisaties verboden.
- 5 - Al Capone wordt aangeklaagd voor belastingontduiking.
- 16 - De Belgische Netta Duchâteau wordt in Galveston (Texas) gekozen tot Miss Universe.
- 20 - De Duitse Reichsbank, getroffen door een kredietscrisis, stelt zware beperkingen op de verstrekking van vreemde valuta.
- 20 - Herbert Hoover stelt een moratorium van 1 jaar voor alle afbetaling van intergouvermentele schuld en herstelbetalingen voor. Dit brengt kalmte in de Duitse kredietscrisis.
- juni - De Gele Rivier in China treedt buiten haar oevers. Begin van een periode van overstromingen die tot november zullen duren, en tussen de 1 en 4 miljoen slachtoffers zullen kosten.

juli
- 3 - Het eerste Nederlandse filmjournaal met geluid wordt gebracht door Profilti, een week later gevolgd door de concurrent Polygoon.
- 13 - De Duitse Danat-Bank gaat failliet, wat tot een algemene bankrun in het land leidt.
- 23 - De beeldengroep 'Het treurende ouderpaar' van Käthe Kollwitz wordt geplaatst op Het Roggeveld tussen Zarren en Esen, nabij Diksmuide, waar de zoon van Kollwitz in 1915 is gesneuveld.

augustus
- 2 - In een referendum in Catalonië stemt 99% voor grotere regionale autonomie.
- 10 - Aardbeving van Fuyun: Zware aardbeving in noordwest-China.
- 31 - Avions Fairey wordt als Belgische dochterbedrijf van de Engelse vliegtuigfabriek officieel opgericht. SEGA voegt zich bij Fairey en Fernand Jacquet wordt daarmee commercieel directeur.

september
- 3 - Vanwege buitenlandse druk worden de plannen voor een douane-unie tussen Duitsland en Oostenrijk afgeblazen.
- 10 - In New York wordt Salvatore Maranzano, "capo di tutti capi" vermoord door als agenten verklede gangsters.
- 13 - Mislukte couppoging door de Heimwehr in de Oostenrijkse staat Stiermarken.
- 16 - In Italiaans-Libië wordt de opstandeling Omar Al-Mukthar opgehangen.
- 18 - Het Mantsjoerije-incident. Nabij Mukden wordt in een valse-vlag operatie een bom ontploft bij een spoorlijn onder Japans beheer. Dit wordt gebruikt als aanleiding voor een Japanse bezetting van grote delen van Mantsjoerije.
- 18 - In München pleegt Geli Raubal, half-nicht van nazi-leider Adolf Hitler, zelfmoord. In de media wordt de zelfmoord behandeld als een schandaal ten ongunste van Hitler.
- 20 - Het Verenigd Koninkrijk verlaat de goudstandaard.
- 27-28 - De Franse premier Pierre Laval brengt een staatsbezoek aan Berlijn.
- Introductie van de langspeelplaat.
- Georges Lemaître verdedigt zijn theorie van de oerknal.

oktober
- 2 - In de Verenigde Staten maakt het luchtschip ZRS-4 USS Akron zijn eerste vlucht. Het grootste luchtschip ter wereld kan vijf vliegtuigen voor de kustbewaking vervoeren in een ingebouwde hangar, vanwaaruit de vliegtuigen kunnen worden neergelaten en binnengehaald.
- 6 - Joris van Severen richt de nationaalsocialistische Vlaamse beweging Verdinaso op.
- 17 - Al Capone wordt veroordeeld tot elf jaar gevangenisstraf en overgebracht naar Alcatraz.

november

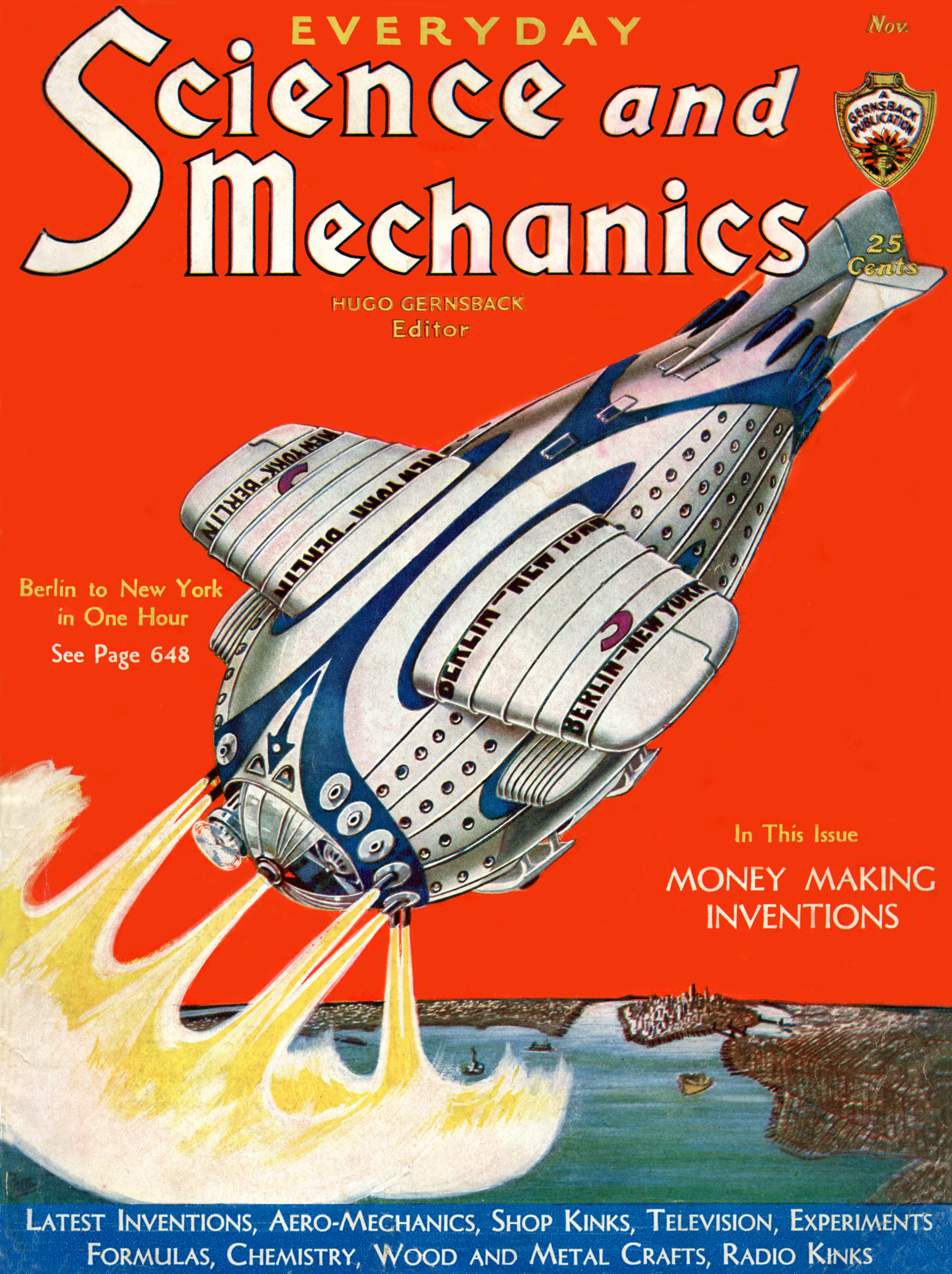
Cover van 'Everyday Science and Mechanics', november 1931

- 2 - DuPont produceert als eerste synthetisch rubber.
- 6 - De Nederlander Meinoud Rost van Tonningen wordt benoemd tot Hoge Vertegenwoordiger van de Volkenbond in Oostenrijk. Hij gaat toezicht houden op de financiën van het land na een herschikking van de buitenlandse schulden.
- 29 - Het Nederlands elftal wint de uitwedstrijd tegen Frankrijk met 3-4. Binnen twee minuten scoort Oranje drie doelpunten.

najaar
- Onder leiding van minister van financiën Neville Chamberlain verlaat het Verenigd Koninkrijk de gouden standaard en devalueert het Pond Sterling met 30%. Het principe van vrijhandel wordt losgelaten. Een accijns van 10% moet de invoer tegengaan.

december
- 4 - Maximiliano Hernández Martínez pleegt een staatsgreep in El Salvador.
- 5 - Christus Verlosserkathedraal in Moskou wordt verwoest door een order van Jozef Stalin.
- 11 - Via het Statuut van Westminster worden de dominions Australië, Canada, de Ierse Vrijstaat, Newfoundland, Nieuw-Zeeland en de Unie van Zuid-Afrika de facto onafhankelijk van Groot-Brittannië.
- 14 - Oprichtingsvergadering in Utrecht van de NSB, georganiseerd door Mussert en Van Geelkerken. Van de 14 aanwezigen worden er 4 lid.
- 16 - Paus Pius XI verklaart de Dominicaan Albertus Magnus heilig. Albertus wordt ook aangeduid als kerkleraar.
- 23 - Op initiatief van drie jonge boeren wordt In Assen de Drentsche Boerenbond opgericht. Doel is de politiek te bewerken tot een actiever crisisbestrijding in de landbouw.

- Bioscoopjournaal van 31 maart 1931. Diverse werkzaamheden op de scheepswerf ten behoeve van de verlenging van het motorschip "Katendrecht" te Rotterdam.
- Bioscoopjournaal uit 1931. Bouw van het 12-verdiepingenhuis, bijgenaamd de Wolkenkrabber, het eerste "echt hoge gebouw" (40 meter) in Nederland.
- Bioscoopjournaal uit 1931. De populaire zanger Willy Derby vertrekt naar Nederlands-Indië. Met beelden van de afscheidstocht van Willy Derby in een auto door de straten Den Haag, waarbij veel publiek kwam kijken.
- Bioscoopjournaal uit 1931. Verladen van huisvuil in spoorwagons voor transport naar Wijster (Drenthe).
- Bioscoopjournaal uit 1931. Demonstratie parachutespringen bij ruïne Brederode.
- Bioscoopjournaal uit augustus 1931. Deelnemers aan de vakantiecursus van de binnenvaart bezoeken per boot Kromhout's Motoren Fabriek te Amsterdam.
- Bioscoopjournaal uit maart 1931. Verkeersdag van de Bond van Vrijwillige Verkeersinspectiën.
- Bioscoopjournaal uit juli 1931. Schip 'Indrapoera' van de Rotterdamse Lloyd krijgt nieuwe boeg.
- Bioscoopjournaal uit januari 1931. Veldloop met hindernissen van de Haagse Atletiekvereniging Graaf Willem II.
- Bioscoopjournaal uit augustus 1931. Een wegwedstrijd voor hardlopers over 2500 meter, georganiseerd door AVAC.
- Bioscoopjournaal uit mei 1931. Willem Pottum vertelt over voorgenomen vlucht en stijgt daarna op met zijn ballon.
- Bioscoopjournaal uit februari 1931. De ontginning van veen op de 'moderne Amerikaanse wijze' met behulp van explosieven.

## Muziek
- Duke Ellington brengt "Dreamy Blues"uit, later hernoemd in "Mood Indigo".
- Kurt Atterberg componeert Suite nr. 8: Suite pastorale in modo antico
- 13 januari: Benjamin Britten componeert Sweet was the song the Virgin sung

### Premières
- 8 maart: Frank Bridges Drie liederen op tekst van Rabindranath Tagore liederen 1 en 2
- 19 maart: Jean Sibelius' Surusoitto
- 22 mei: Albert Roussels Bacchus et Ariane
- 19 november: Arnold Bax' Overture to a picaresque comedy
- 8 december: Frank Bridges The christmas rose
- 14 december: Uuno Klamis Symphonie enfantine

## Beeldende kunst

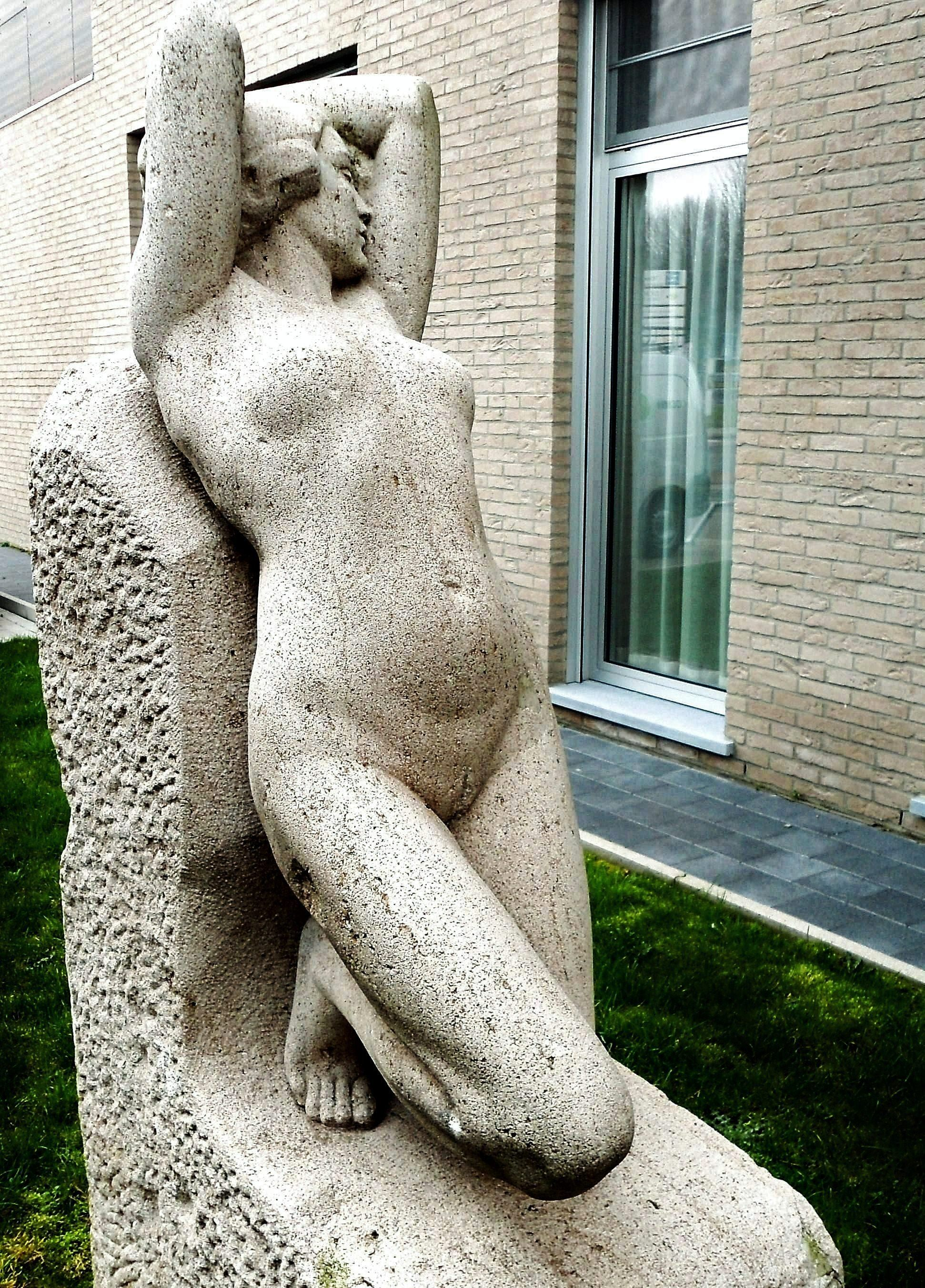
Douleur, Yvonne Serruys, tuin van het O.C.M.W. in Menen (België), 1931

## Bouwkunst
- In Rotterdam komt de bouw van de Van Nellefabriek, ontworpen door Leendert van der Vlugt van het architectenbureau Brinkman & Van der Vlugt, gereed
- Het door de architect en stadsbouwmeester Willem Marinus Dudok ontworpen Raadhuis van Hilversum komt gereed

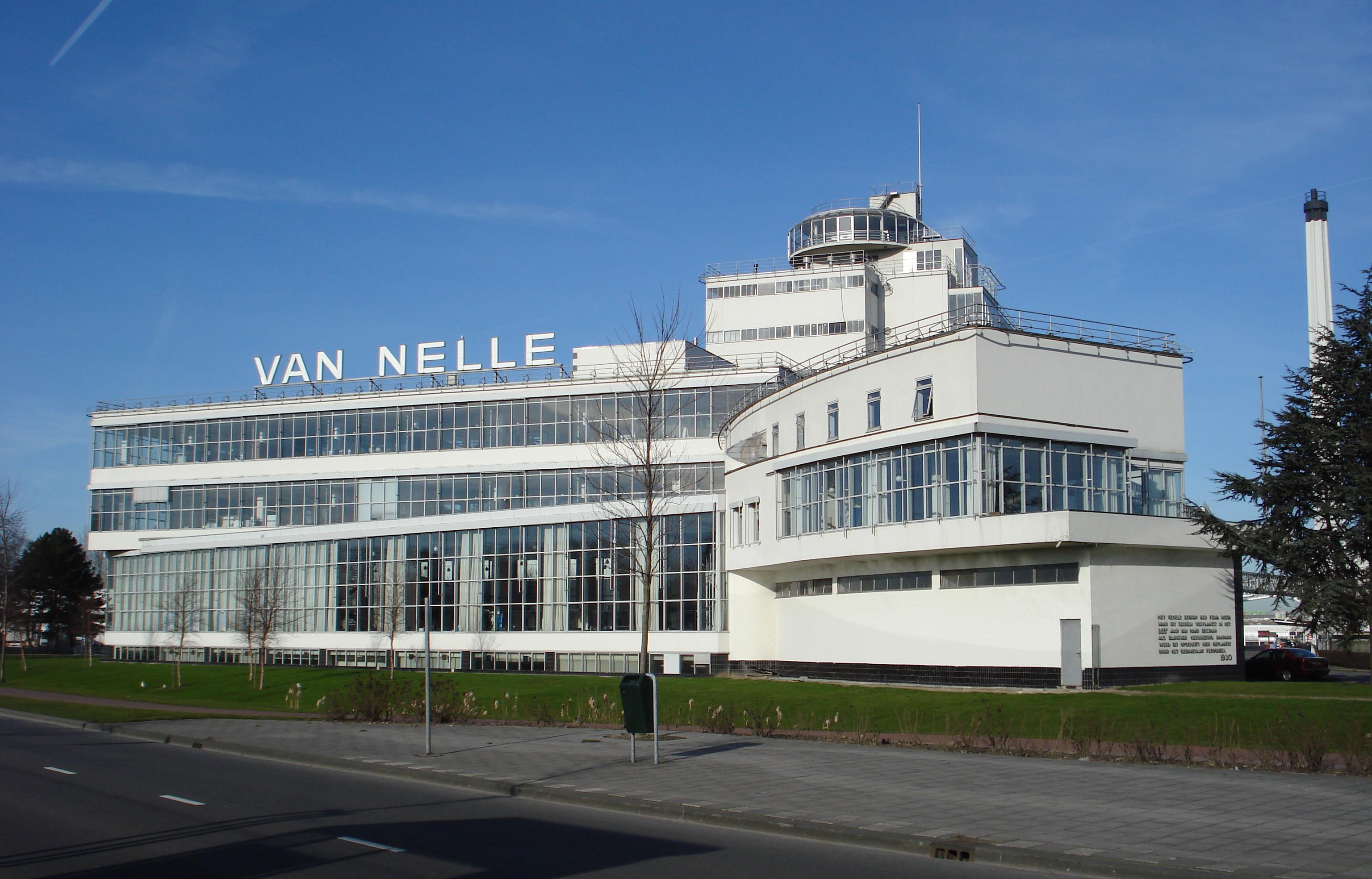
Van Nellefabriek Rotterdam
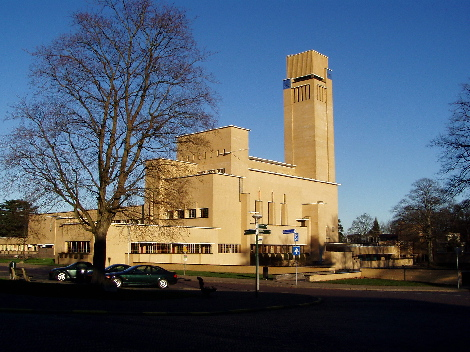
Raadhuis van Hilversum
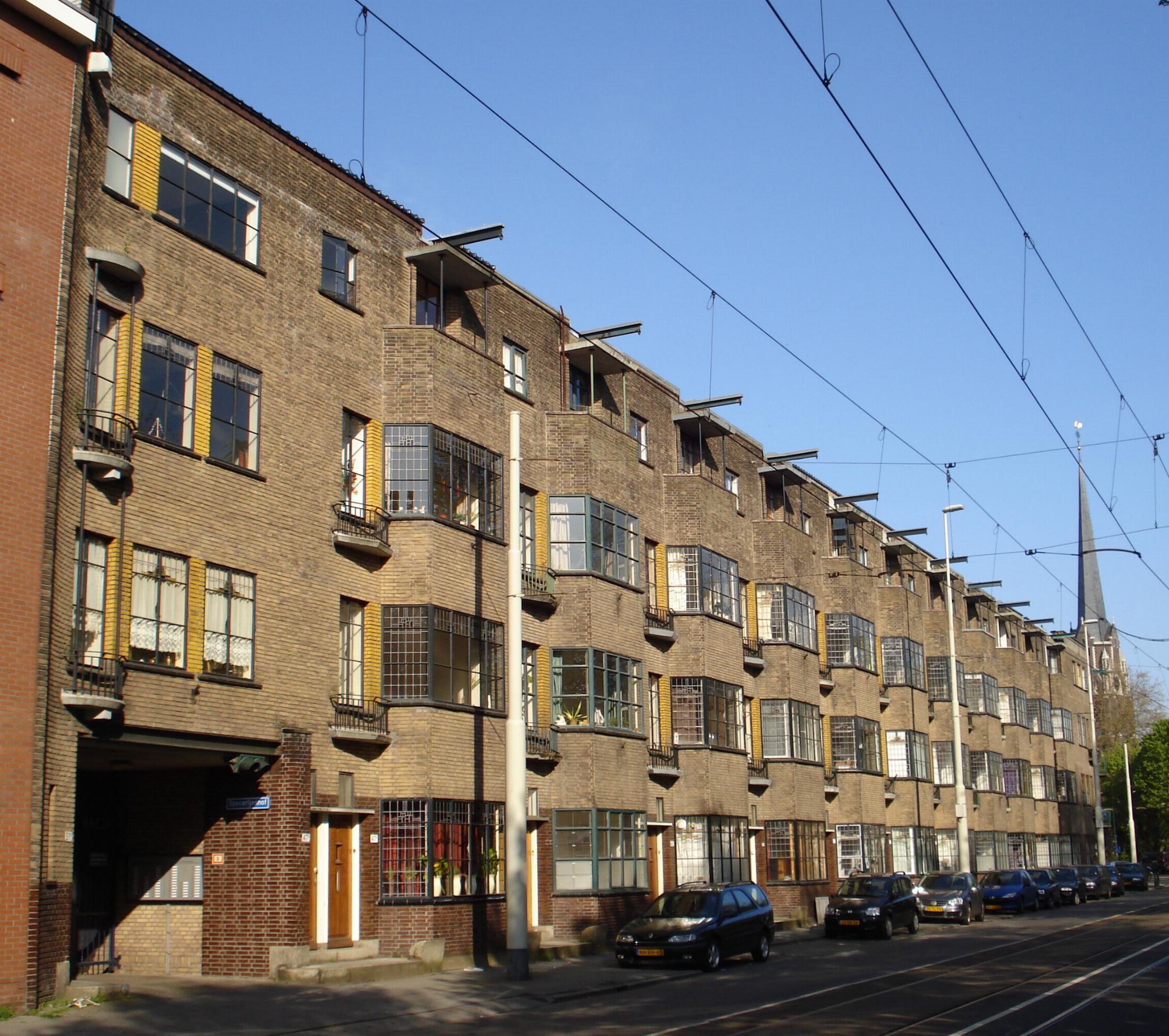
Woningen Honingerdijk Rotterdam (1931) Granpré Molière, Verhagen en Kok

## Geboren

### januari
- 1 - Toon Schuurmans, Nederlands bokser (overleden 2013)
- 1 - Sergei Ivanovich Adian, Russisch wiskundige (overleden 2020)
- 2 - Toshiki Kaifu, Japans politicus; minister-president 1989-1991 (overleden 2022)
- 3 - Nedly Elstak, Nederlands jazzcomponist, -trompettist en -pianist (overleden 1989)
- 3 - Carl McVoy, Amerikaans pianist (overleden 1992)
- 4 - Guido Messina, Italiaans wielrenner (overleden 2020)
- 4 - Cleopa Msuya, Tanzaniaans politicus (overleden 2025)
- 5 - Alfred Brendel, Oostenrijks pianist (overleden 2025)
- 5 - Walter Davis, Amerikaans atleet en basketballer (overleden 2020)
- 5 - Robert Duvall, Amerikaans acteur
- 6 - E.L. Doctorow, Amerikaans schrijver (overleden 2015)
- 6 - Enrique Hormazábal, Chileens voetballer (overleden 1999)
- 9 - Algis Budrys, Litouws-Amerikaans schrijver (overleden 2008)
- 10 - Viktor Liberman, Russisch violist en dirigent (overleden 1999)
- 13 - Flora Nwapa, Nigeriaans schrijver (overleden 1993)
- 13 - Raymond Vandenborre, Belgisch atleet (overleden 2008)
- 14 - Wray Downes, Canadees jazzpianist (overleden 2020)
- 14 - Caterina Valente, Frans-Italiaans zangeres (overleden 2024)
- 15 - Jean Bock, Belgisch politicus (overleden 2022)
- 16 - Johannes Rau, Duits politicus (overleden 2006)
- 17 - James Earl Jones, Amerikaans acteur en stemartiest (overleden 2024)
- 18 - Chun Doo-hwan, president van Zuid-Korea 1980-1988 (overleden 2021)
- 20 - Preston Henn, Amerikaans ondernemer en autocoureur (overleden 2017)
- 20 - David Morris Lee, Amerikaans natuurkundige en Nobelprijswinnaar
- 21 - Toyabali Ahmadali, Surinaams politicus
- 22 - Louis Oeyen, Belgisch politicus (overleden 2007)
- 22 - Galina Zybina, Russisch atlete (overleden 2024)
- 23 - Joaquim Albino, Braziliaans voetballer
- 23 - Jacques Cooper, Frans industrieel ontwerper (overleden 2024)
- 25 - Paavo Haavikko, Fins dichter, toneelschrijver en uitgever (overleden 2008)
- 27 - Gazanfer Özcan, Turks acteur (overleden 2009)
- 28 - Naci Erdem, Turks voetballer en voetbaltrainer (overleden 2022)
- 31 - Hansjörg Felmy, Duits acteur (overleden 2007)

### februari

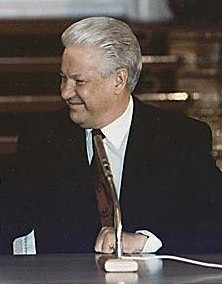
Boris Yeltsin,
geboren op 1 februari

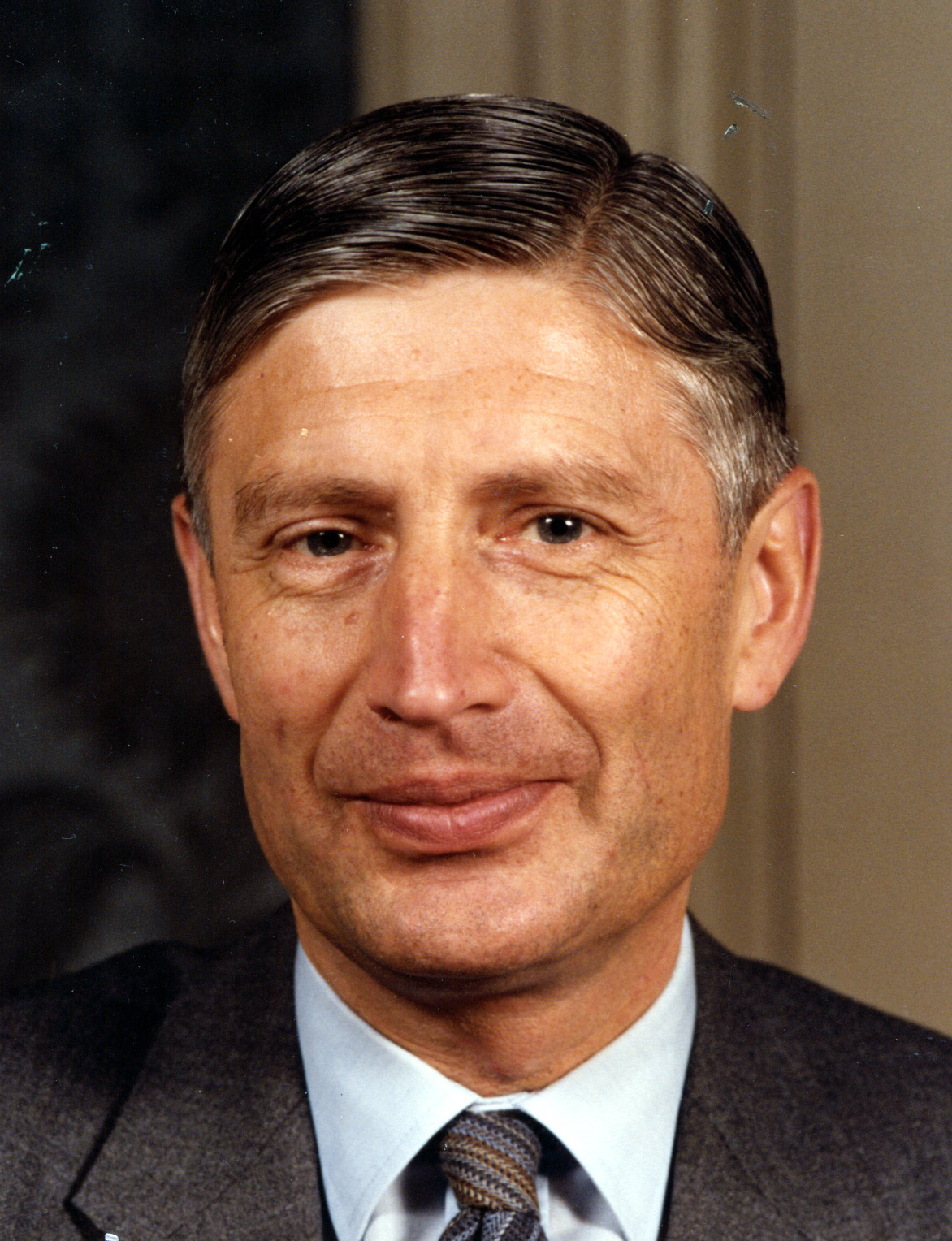
Dries van Agt,
geboren op 2 februari

- 1 - Lionel Batiste, Amerikaans zanger en muzikant (overleden 2012)
- 1 - Madeleine Berthod, Zwitsers alpineskiester
- 1 - Ton Frinking, Nederlands politicus (overleden 2022)
- 1 - Boris Jeltsin, president van Rusland (1991-1999) (overleden 2007)
- 2 - Dries van Agt, Nederlands jurist, politicus (CDA) en diplomaat; minister-president 1977-1982 (overleden 2024)
- 2 - Ludo Van Thillo, Belgisch ondernemer (overleden 2022)
- 3 - Gilbert Desmet, Belgisch wielrenner (overleden 2024)
- 5 - Wim van Eekelen, Nederlands politicus en diplomaat (overleden 2025)
- 6 - Mamie Van Doren, Amerikaans actrice, zangeres, model en sekssymbool
- 6 - Maria Goesakova, Russisch langlaufster (overleden 2022)
- 6 - Rip Torn, Amerikaans acteur (overleden 2019)
- 6 - Ricardo Vidal, Filipijns kardinaal-aartsbisschop (overleden 2017)
- 8 - James Dean, Amerikaans acteur (overleden 1955)
- 9 - Josef Masopust, Tsjechisch voetballer (overleden 2015)
- 11 - Zoe Ann Olsen, Amerikaans schoonspringster (overleden 2017)
- 12 - Ton Baeten, Nederlands norbertijn, 87e abt van Berne (overleden 2018)
- 12 - Janwillem van de Wetering, Nederlands schrijver, zakenman en avonturier (overleden 2008)
- 13 - Elly Mes, Nederlands kunstschilderes (overleden 2024)
- 15 - Claire Bloom, Brits actrice
- 17 - André Loor, Surinaams historicus (overleden 2013)
- 17 - André Messelis, Belgisch wielrenner (overleden 2022)
- 17 - Marilou Wittebolle, Belgisch actrice en sopraan (overleden 2009)[1]
- 18 - Johnny Hart, Amerikaans stripauteur (overleden 2007)
- 18 - Toni Morrison, Amerikaans schrijfster (overleden 2019)
- 18 - Reinier Paping, Nederlands schaatser; winnaar van de Elfstedentocht van  1963 (overleden 2021)
- 21 - Odilon Mortier, Belgisch acteur (overleden 2012)
- 21 - Paula Sleyp, Belgisch actrice (overleden 2019)
- 22 - Charanjit Singh, Indiaas hockeyer (overleden 2022)
- 23 - Harrie Langman, Nederlands politicus en bankier (overleden 2016)
- 24 - Dominic Chianese, Amerikaans acteur
- 24 - Charles Logg, Amerikaans roeier
- 24 - Uri Orlev, Pools-Israëlisch kinderboekenschrijver (overleden 2022)
- 26 - Robert Novak, Amerikaans journalist en presentator (overleden 2009)
- 26 - Josephine Tewson, Brits actrice (overleden 2022)

### maart
- 1 - Lamberto Dini, Italiaans politicus
- 1 - Índio, Braziliaans voetballer (overleden 2020)
- 1 - Ang Kiukok, Filipijns kunstschilder (overleden 2005)
- 2 - Michail Gorbatsjov, Russisch politicus; partijleider 1985-1991 (overleden 2022)
- 3 - Piet Bambergen, Nederlands komiek en acteur (overleden 1996)
- 3 - Anatoli Djatlov, Russisch leidinggevende van reactor 4 ten tijde van de kernramp van Tsjernobyl (overleden 1995)
- 4 - William Henry Keeler, Amerikaans kardinaal-aartsbisschop (overleden 2017)
- 6 - Jimmy Stewart, Brits autocoureur (overleden 2008)
- 7 - Karel Roskam, Nederlands commentator (overleden 2010)
- 9 - León Febres-Cordero, oud-president van Ecuador (overleden 2008)
- 9 - Gilles Perrault, Frans schrijver en journalist (overleden 2023)
- 9 - Siem Wellinga, Nederlands voetbalscheidsrechter (overleden 2016)
- 11 - Andries Hoogerwerf, Nederlands politicoloog en bestuurskundige (overleden 2024)
- 11 - Rupert Murdoch, Australisch-Amerikaans media-magnaat
- 12 - Gerrit Nijland, Nederlands kunstschilder
- 13 - Marc Dessauvage, Belgisch architect (overleden 1984)
- 14 - Norberto Conde, Argentijns voetballer (overleden 2014)
- 16 - Augusto Boal, Braziliaans toneelschrijver en -regisseur (overleden 2009)
- 17 - Thorvald Strömberg, Fins kanovaarder (overleden 2010)
- 17 - Michel Verschueren, Belgisch voetbaltrainer en zakenman (overleden 2022)
- 19 - Gail Kobe, Amerikaans actrice (overleden 2013)
- 20 - Toos Grol-Overling, Nederlands politica (KVP/CDA) (overleden 2023)
- 20 - Henk Weidgraaf, Nederlands ambtenaar en politicus (overleden 2006)
- 22 - Burton Richter, Amerikaans natuurkundige en Nobelprijswinnaar (overleden 2018)
- 22 - William Shatner, Canadees acteur
- 23 - Jevgeni Grisjin, Russisch schaatser (overleden 2005)
- 23 - Viktor Kortsjnoj, Russisch schaakgrootmeester (overleden 2016)
- 23 - Joseph Mewis, Belgisch worstelaar
- 24 - Zaoer Kalojev, Sovjet-Georgisch voetballer (overleden 1997)
- 25 - Ben Hulsman, Nederlands acteur (overleden 2018)
- 25 - Paul Motian, Amerikaans jazzdrummer (overleden 2011)
- 26 - Leonard Nimoy, Amerikaans acteur (overleden 2015)
- 27 - David Janssen, Amerikaans acteur (overleden 1980)
- 27 - Yoriaki Matsudaira, Japans componist en biofysicus (overleden 2023)
- 28 - Wil Merkies, Nederlands journaliste en publiciste (overleden 2018)
- 29 - Norman Tebbit, Brits conservatief politicus en journalist (overleden 2025)
- 31 - Tamara Tysjkevitsj, Sovjet-Russisch atlete (overleden 1997)

### april
- 1 - George Baker, Brits acteur (overleden 2011)
- 1 - Hans Ebeling Koning, Nederlands beeldend kunstenaar (overleden 2023)
- 1 - Rolf Hochhuth, Duits toneelschrijver (overleden 2020)
- 2 - Gerrit Noordzij, Nederlands typograaf en letterontwerper (overleden 2022)
- 3 - Jiří Laburda, Tsjechisch componist en muziekpedagoog
- 3 - Héctor Terán Terán, Mexicaans politicus (overleden 1998)
- 4 - Roelof Nelissen, Nederlands politicus, bankier en bestuurder (overleden 2019)
- 5 - Jack Clement, Amerikaans muziekmaker en filmmaker (overleden 2013)
- 7 - Daniel Ellsberg, Amerikaans defensieanalist (overleden 2023)
- 7 - Ted Kotcheff, Canadees film- en televisieregisseur, schrijver en producent (overleden 2025)
- 10 - Luis Cabral, Guinee-Bissaus politicus (overleden 2009)
- 11 - Sergio Sebastiani, Italiaans geestelijke en kardinaal (overleden 2024)
- 13 - Michel Deville, Frans filmregisseur en scenarioschrijver (overleden 2023)
- 14 - Kenneth Cope, Brits acteur (overleden 2024)
- 14 - Vic Wilson, Brits autocoureur (overleden 2001)
- 15 - Ed Bailey, Amerikaans honkballer (overleden 2007)
- 15 - Tomas Tranströmer, Zweeds dichter en Nobelprijswinnaar (overleden 2015)
- 15 - Pierre Vaneck, Frans/Belgisch acteur (overleden 2010)
- 16 - Piet de Visser, Nederlands politicus (overleden 2012)
- 17 - Bill Ramsey, Duits-Amerikaans jazz- en schlagerzanger (overleden 2021)
- 18 - Etienne Cerexhe, Belgisch hoogleraar en senator (overleden 2020)
- 18 - Klas Lestander, Zweeds biatleet (overleden 2023)
- 19 - Frederick Brooks, Amerikaans softwareontwikkelaar (overleden 2022)
- 19 - Antonius Jan Glazemaker, Nederlands oudkatholiek bisschop (overleden 2018)
- 20 - Lee Hamilton, Amerikaans politicus
- 21 - René van Vooren, Nederlands acteur, komiek en producent (overleden 1998)
- 22 - Bruce Dickson, Canadees ijshockeyer (overleden 2023)
- 22 - Wouter Gortzak, Nederlands journalist en politicus (overleden 2014)
- 22 - Siem Vroom, Nederlands acteur (overleden 1985)
- 24 - Janine Delruelle, Belgisch volksvertegenwoordigster en arbitragerechter (overleden 2022)
- 26 - Bernie Brillstein, Amerikaans filmproducent (o.a. Ghostbusters (1984) en Ghostbusters II (1989)) (overleden 2008)
- 27 - Robert Donner, Amerikaans acteur (overleden 2006)
- 29 - Frank Auerbach, Brits-Duits kunstschilder (overleden 2024)
- 30 - Adriana Asti, Italiaans actrice (overleden 2025)

### mei
- 1 - Ira Sullivan, Amerikaans jazzmuzikant (overleden 2020)
- 2 - Theo Sontrop, Nederlands letterkundige en uitgever (overleden 2017)
- 3 - Ted Felen, Nederlands glazenier, graficus en schilder (overleden 2016)
- 4 - Marcel Lambrechts, Belgisch atleet
- 4 - Jan Pesman, Nederlands schaatser (overleden 2014)
- 6 - Willie Mays, Amerikaans honkbalspeler (overleden 2024)
- 7 - Jerry Chesnut, Amerikaans songwriter (overleden 2018)
- 7 - Nell Ginjaar-Maas, Nederlands politicus en onderwijsdeskundige (overleden 2012)
- 7 - Ingvar Wixell, Zweeds operazanger (overleden 2011)
- 7 - Gene Wolfe, Amerikaans sf-auteur (overleden 2019)
- 9 - Jaklien Moerman, Belgisch illustratrice en kunstschilderes (overleden 2011)
- 10 - Ettore Scola, Italiaans regisseur (overleden 2016)
- 10 - Yuzo Toyama, Japans componist en dirigent (overleden 2023)
- 11 - Clarence Anglin, Amerikaans crimineel
- 12 - Nan Hoover, Amerikaans-Nederlands kunstenares (overleden 2008)
- 13 - Martin Schröder, Nederlands piloot en ondernemer, oprichter van Martinair (overleden 2024)
- 15 - Frits Korthals Altes, Nederlands politicus (overleden 2025)
- 15 - Jón Gunnar Árnason, IJslands beeldhouwer (overleden 1989)
- 15 - Ken Venturi, Amerikaans golfspeler (overleden 2013)
- 16 - Vujadin Boškov, Joegoslavisch voetballer en voetbaltrainer (overleden 2014)
- 16 - Henk van Montfoort, Nederlands-Vlaams presentator, zanger en acteur (overleden 2002)
- 17 - David Clapham, Zuid-Afrikaans autocoureur (overleden 2005)
- 18 - Robert Morse, Amerikaans acteur (overleden 2022)
- 19 - James Greene, Noord-Iers acteur (overleden 2021)
- 20 - Bram van der Lek, Nederlands politicus (overleden 2013)
- 21 - Mino de Rossi, Italiaans wielrenner (overleden 2022)
- 23 - Lucian Mureșan, Roemeens kardinaal
- 24 - Michael Lonsdale, Frans acteur (overleden 2020)
- 24 - Willy Vergison, Belgisch atleet (overleden 2019)
- 27 - Faten Hamama, Egyptisch actrice (overleden 2015)
- 29 - Osvaldo Héctor Cruz, Argentijns voetballer (overleden 2023)
- 29 - Robert Rinchard, Belgisch snelwandelaar (overleden 2024)
- 30 - Trudelies Leonhardt, Nederlands pianiste
- 30 - Eddy Posthuma de Boer, Nederlands fotograaf (overleden 2021)
- 31 - Perfecto Fernandez, Filipijns jurist en hoogleraar (overleden 2000)
- 31 - Robert Schrieffer, Amerikaans natuurkundige en Nobelprijswinnaar (overleden 2019)

### juni
- 1 - Keith Campbell, Australisch motorcoureur (overleden 1958)
- 3 - Raúl Castro, Cubaans revolutionair en politicus
- 3 - Lindy Remigino, Amerikaans atleet (overleden 2018)
- 5 - Kees Kievit, Nederlands zwemmer (overleden 2020)
- 6 - Víctor Mora, Spaans stripauteur (overleden 2016)
- 9 - Françoise Arnoul, Frans actrice (overleden 2021)
- 9 - Nandini Satpathy, Indiaas politica en schrijfster (overleden 2006)
- 10 - João Gilberto, Braziliaans muzikant (overleden 2019)
- 10 - Theo ten Kate, Nederlands jurist (overleden 2022)
- 11 - Moos Linneman, Nederlands bokser (overleden 2020)
- 12 - Fredrik Ohlsson, Zweeds acteur (overleden 2023)
- 13 - Nora Kovach, Hongaars-Amerikaans ballerina (overleden 2009)
- 17 - John Baldessari, Amerikaans conceptueel kunstenaar (overleden 2020)
- 18 - Fernando Henrique Cardoso, Braziliaans politicus; president 1995-2003
- 18 - Klaus Wunderlich, Duits (elektronisch) organist (overleden 1997)
- 20 - Olympia Dukakis, Amerikaans actrice (overleden 2021)
- 20 - Urszula Kozioł, Pools dichteres (overleden 2025)
- 20 - Arne Nordheim, Noors componist (overleden 2010)
- 22 - Ian Browne, Australisch wielrenner (overleden 2023)
- 22 - André Spoor, Nederlands journalist en columnist (overleden 2012)
- 22 - Henk Vonhoff, Nederlands politicus en bestuurder (VVD) (overleden 2010)
- 23 - Arie van Deursen, Nederlands historicus (overleden 2011)
- 23 - Liebje Hoekendijk Nederlands programmamaakster en schrijfster (overleden 2021)
- 24 - Paulo Eduardo Andrade Ponte, Braziliaans aartsbisschop (overleden 2009)
- 24 - Wilfried Van Durme, Belgisch politicus (overleden 2015)
- 25 - Vishwanath Pratap Singh, Indiaas eerste minister (overleden 2008)
- 26 - Jos Wijninckx, Belgisch politicus (overleden 2009)
- 27 - Anatoli Iljin, Sovjet-Russisch voetballer (overleden 2016)
- 27 - Martinus Veltman, Nederlands natuurkundige en Nobelprijswinnaar (overleden 2021)
- 30 - Bert Eriksson, Belgisch voorzitter van het VMO (overleden 2005)
- 30 - Hans Gruijters, Nederlands politicus (overleden 2005)

### juli
- 1 - Leslie Caron, Frans actrice
- 2 - Frank Williams, Brits acteur (overleden 2022)
- 3 - Andreas Burnier, Nederlands schrijfster (overleden 2002)
- 4 - Edward Joseph O'Donnell, Amerikaans bisschop (overleden 2009)
- 5 - Milan Opočenský, Tsjechisch protestants theoloog (overleden 2007)
- 5 - Edgar Vos, Nederlands modeontwerper (overleden 2010)
- 6 - Antonella Lualdi, Italiaans actrice en zangeres (overleden 2023)
- 6 - Della Reese, Amerikaans zangeres en actrice (overleden 2017)
- 7 - David Eddings, Amerikaans schrijver (overleden 2009)
- 7 - Getúlio, Braziliaans voetballer (overleden 2008)
- 10 - Alice Munro, Canadees schrijfster en Nobelprijswinnares (overleden 2024)
- 11 - Herman de Vries, Nederlands beeldend kunstenaar
- 13 - Jean Gevenois, Belgisch politicus (overleden 2023)
- 15 - Clive Cussler, Amerikaans schrijver (overleden 2020)
- 15 - Alessandro Maggiolini, Italiaans bisschop (overleden 2008)
- 15 - Joanna Merlin, Amerikaans actrice (overleden 2023)
- 16 - Gerda Rubinstein, Nederlands beeldhouwster (overleden 2022)
- 16 - Theo Van Speybroeck, Belgisch politicus (overleden 2013)
- 18 - Hal Shaper, Zuid-Afrikaans songwriter (overleden 2004)
- 22 - Riane Eisler, Amerikaans schrijfster en mensenrechtenactiviste
- 23 - Te Arikinui Te Atairangikaahu, koningin van de Maori's (Nieuw-Zeeland, overleden 2006)
- 23 - Arata Isozaki, Japans architect (overleden 2022)
- 24 - Colin Campbell, Iers geoloog (overleden 2022)
- 24 - Mario Tronti, Italiaans filosoof en politicus (overleden 2023)
- 25 - Harry Defesche, Nederlands burgemeester
- 25 - Kees van Dijk, Nederlands bankmedewerker, ambtenaar en politicus (overleden 2008)
- 26 - Takashi Ono, Japans turner
- 26 - Telê Santana, Braziliaans voetballer en voetbalcoach (overleden 2006)
- 29 - Ralph Klein, Israëlisch basketballer en basketbaltrainer (overleden 2008)
- 30 - Wies van Dongen, Nederlands wielrenner (overleden 2022)
- 30 - Henk Heijne Makkreel, Nederlands rechter, vliegtuigbouwkundige en politicus (overleden 2025)
- 31 - Nick Bollettieri, Amerikaans tenniscoach (overleden 2022)
- 31 - Ivan Rebroff, Duits zanger (overleden 2008)

### augustus
- 1 - Harold Connolly, Amerikaans atleet (overleden 2010)
- 1 - Lucien De Muynck, Belgisch atleet (overleden 1999)
- 1 - Ramblin' Jack Elliott, Amerikaans folkzanger
- 1 - Cor van der Gijp, Nederlands voetballer en voetbaltrainer (overleden 2022)
- 1 - David Seyfort Ruegg, Amerikaans Indiakundige, tibetoloog en boeddholoog (overleden 2021)
- 2 - Luigi Arzuffi, Italiaans schilder en beeldhouwer (overleden 1995)
- 2 - Ruth Maria Kubitschek, Duits-Zwitsers actrice (overleden 2024)
- 2 - Willem Witteveen, Nederlands VVD-politicus (overleden 2000)
- 4 - Rien Huizing, Nederlands nieuwslezer en journalist
- 4 - Ger van Mourik, Nederlands voetballer en voetbaltrainer (overleden 2017)
- 7 - Luther Dixon, Amerikaans songwriter en producer (overleden 2009)
- 7 - Freddie Hooghiemstra, Nederlands hockeyspeler (overleden 1990)
- 8 - Jaap Rang, Nederlands hoogleraar en ombudsman (overleden 2016)
- 9 - Darius Dhlomo, Zuid-Afrikaans voetballer, bokser, muzikant en politicus (overleden 2015)
- 9 - Robert Merkoelov, Russisch schaatser (overleden 2022)
- 9 - Mário Zagallo, Braziliaans voetballer en voetbaltrainer (overleden 2024)
- 10 - Tom Laughlin, Amerikaanse acteur, regisseur en scenarioschrijver (overleden 2013)
- 12 - William Goldman, Amerikaans (scenario)schrijver (overleden 2018)
- 14 - Ctibor Letošník, Tsjechisch componist en dirigent
- 15 - Richard Heck, Amerikaans scheikundige en Nobelprijswinnaar (overleden 2015)
- 15 - Haitham al-Maleh, Syrisch mensenrechtenverdediger, advocaat en voormalig
- 15 - Hugues C. Pernath, Vlaams dichter (overleden 1975)
- 15 - Johnny Thunder (Gil Hamilton), Amerikaans zanger (overleden 2024)
- 16 - Kakuichi Mimura, Japans voetballer (overleden 2022)
- 17 - Jacques Neirynck, Belgisch-Zwitsers ingenieur, schrijver en politicus (overleden 2025)
- 18 - Farouk Kaddoumi, Palestijns politicus; voorzitter van de Fatah (overleden 2024)
- 18 - Hans van Mierlo, Nederlands politicus (overleden 2010)
- 19 - Marianne Koch, Duits filmactrice
- 19 - Roger Lambrecht, Belgisch voetbalbestuurder en zakenman (overleden 2022)
- 20 - Don King, Amerikaans bokspromotor
- 22 - Alberto Baillères, Mexicaans zakenman (overleden 2022)
- 23 - Hamilton Othanel Smith, Amerikaans microbioloog en Nobelprijswinnaar
- 25 - Peter Gilmore, Brits acteur (overleden 2013)
- 25 - Wim de Graaff, Nederlands schaatser en schaatscoach (overleden 2021)
- 25 - Regis Philbin, Amerikaans acteur en televisiepersoonlijkheid (overleden 2020)
- 26 - Jay Abney, Amerikaans autocoureur (overleden 1958)
- 27 - Sven Tumba, Zweeds ijshockeyer, voetballer en golfspeler (overleden 2011)
- 28 - Cristina Deutekom, Nederlands sopraan (overleden 2014)
- 30 - Emmy Eerdmans, Nederlands beeldend kunstenares

### september
- 1 - Bé Holst, Nederlands atleet (overleden 2021)
- 1 - Elly Ruimschotel, Nederlands actrice (overleden 2000)
- 1 - Fries de Vries, Nederlands politicus en dichter (overleden 2008)
- 2 - Ken Colbung, West-Australische leider van de Bibbulman Nyungah Aborigines (overleden 2010)
- 2 - Pierre Huyskens, Nederlands journalist en schrijver (overleden 2008)
- 4 - Els Amman, Nederlands kunstenares (overleden 1978)
- 4 - Mitzi Gaynor, Amerikaans actrice, zangeres en danseres (overleden 2024)
- 4 - Jan Klaassens, Nederlands voetballer (overleden 1983)
- 4 - Jozef Schils, Belgisch wielrenner (overleden 2007)
- 5 - Rik Boel, Belgisch jurist en politicus (overleden 2020)
- 6 - Dirk Stoclet, Belgisch atleet (overleden 2003)
- 7 - Charles Camilleri, Maltees componist (overleden 2009)
- 8 - Marion Brown, Amerikaans jazzsaxofonist en componist (overleden 2010)
- 8 - Rudolf Mees, Nederlands bankier (overleden 2010)
- 8 - Terry Van Ginderen, Vlaams presentatrice (overleden 2018)
- 10 - Han Lammers, Nederlands journalist, politicus en bestuurder (overleden 2000)
- 12 - Ian Holm, Brits acteur (overleden 2020)
- 12 - George Jones, Amerikaans countryzanger (overleden 2013)
- 12 - Silvia Pinal, Mexicaans actrice en politica (overleden 2024)
- 13 - Ernest Brenner, Luxemburgs voetballer (overleden 2016)
- 13 - Marjorie Jackson, Australisch atlete en gouverneur
- 15 - Jac Holzman, oprichter van Elektra Records
- 15 - Walter Marciano, Braziliaans voetballer (overleden 1961)
- 17 - Anne Bancroft, Amerikaans actrice (overleden 2005)
- 17 - Linda Ty-Casper, Filipijns schrijfster
- 19 - Jean-Claude Carrière, Frans acteur, scenarioschrijver en filmregisseur (overleden 2021)
- 20 - Haya Harareet, Israëlisch actrice (overleden 2021)
- 21 - Larry Hagman, Amerikaans acteur (overleden 2012)
- 22 - Fay Weldon, Engels schrijfster (overleden 2023)
- 23 - Jim Packard, Amerikaans autocoureur (overleden 1960)
- 24 - Mike Parkes, Brits autocoureur (overleden 1977)
- 27 - Edward Meeks, Amerikaans acteur (overleden 2022)
- 27 - Freddy Quinn, Oostenrijks schlagerzanger en acteur
- 28 - Frank Lodeizen, Nederlands beeldend kunstenaar (overleden 2013)
- 29 - James Cronin, Amerikaans kernfysicus en Nobelprijswinnaar (overleden 2016)
- 29 - Anita Ekberg, Zweeds actrice (overleden 2015)
- 30 - Angie Dickinson, Amerikaans actrice
- 30 - Jan J. van der Hoorn, Nederlands lange-afstandschaatser (overleden 2016)

### oktober
- 1 - Sylvano Bussotti, Italiaans componist (overleden 2021)
- 1 - Hennie Hollink, Nederlands voetballer en voetbaltrainer (overleden 2018)
- 2 - Otto Eschweiler, Duits econoom, diplomaat en politicus (overleden 2022)
- 4 - Richard Rorty, Amerikaans filosoof (overleden 2007)
- 5 - Ismael Rivera, Puerto Ricaans zanger (overleden 1987)
- 6 - Riccardo Giacconi, Italiaans-Amerikaans Nobelprijswinnaar (overleden 2018)
- 7 - Mohamed Shahabuddeen, Guyaans politicus en rechter (overleden 2018)
- 7 - Desmond Tutu, Zuid-Afrikaans aartsbisschop en anti-apartheidsactivist; winnaar van de Nobelprijs voor de Vrede (overleden 2021)
- 8 - Franco Cosimo Panini, Italiaanse uitgever (overleden 2007)
- 12 - Ole-Johan Dahl, Noors informaticus (overleden 2002)
- 13 - Raymond Kopa, Frans voetballer (overleden 2017)
- 14 - Rinus Bennaars, voetballer (overleden 2021)
- 15 - Abdul Kalam, wetenschapper en president van India (overleden 2015)
- 15 - Ahmed Laraki, Marokkaans premier (overleden 2020)
- 16 - Arturo Woodman Pollit, Peruviaans bouwondernemer, politicus en sportbestuurder (overleden 2023)
- 17 - Gudrun Deubener, Duits scenarioschrijfster (overleden 2009)
- 18 - Prospero Amatong, Filipijns politicus (overleden 2009)
- 18 - Leo Boudewijns, Nederlands platenbaas, radiopresentator, schrijver en ontwerper
- 18 - Ien Dales, Nederlands politica (PvdA) (overleden 1994)
- 18 - Susi Eppenberger, Zwitsers politica  (overleden 2023)
- 19 - Piet Burggraaf, Nederlands politicus (overleden 2019)
- 19 - John le Carré, Brits schrijver van spionage-thrillers (overleden 2020)
- 22 - Richard Schoonhoven, Nederlands (tv-)journalist en omroepbestuurder (overleden 2024)
- 23 - Diana Dors, Engels actrice en sekssymbool (overleden 1984)
- 24 - Sofia Goebaidoelina, Russisch componiste (overleden 2025)
- 25 - Annie Girardot, Frans actrice (overleden 2011)
- 26 - Elida Tuinstra, Nederlands politica (D66) (overleden 2021)
- 27 - Nawal el Saadawi, Egyptisch gynaecologe, schrijfster en politiek activiste (overleden 2021)
- 31 - Tamara Rylova, Russisch schaatsster (overleden 2021)

### november
- 2 - Gérard Barray, Frans acteur (overleden 2024)
- 2 - Lien Vos-van Gortel, Nederlands burgemeester (overleden 2023)
- 2 - Don Walsh, Amerikaans oceanograaf (overleden 2023)
- 2 - Phil Woods, Amerikaans saxofonist (overleden 2015)
- 3 - Monica Vitti, Italiaans actrice (overleden 2022)
- 3 - Michael Fu Tieshan, topleider van de Chinese katholieke kerk (overleden 2007)
- 4 - Bernard Francis Law, Amerikaans kardinaal (overleden 2017)
- 5 - Ike Turner, Amerikaans gitarist, producer en componist, ex-echtgenoot van Tina Turner (overleden 2007)
- 6 - Mike Nichols, Amerikaans regisseur (overleden 2014)
- 7 - Florencio Vargas, Filipijns politicus (overleden 2010)
- 8 - Paolo Taviani, Italiaans filmregisseur (overleden 2024)
- 11 - Pete Stark, Amerikaans politicus (overleden 2020)
- 12 - Norman Mineta, Amerikaans Democratisch politicus (overleden 2022)
- 12 - Aldert Walrecht, Nederlands letterkundige, vertaler en uitgever (overleden 2009)
- 13 - Sonny Fisher, Amerikaans zanger (overleden 2005)
- 13 - Ank Reinders, Nederlands sopraan en zangpedagoge (overleden 2024)
- 14 - Richard Murphy, Amerikaans roeier (overleden 2023)
- 15 - Mwai Kibaki, Keniaans politicus; president 2002-2013 (overleden 2022)
- 15 - Pascal Lissouba, Congolees staatsman (overleden 2020)
- 15 - Jan Terlouw, Nederlands politicus en kinderboekenschrijver (overleden 2025)
- 17 - Pierre Nora, Frans historicus (overleden 2025)
- 18 - Brad Sullivan, Amerikaans acteur (overleden 2008)
- 21 - Malcolm Williamson, Australisch componist (overleden 2003)
- 23 - Karel Boumans, Belgisch stripauteur (overleden 2003)
- 23 - Jochem Douma, Nederlands theoloog en hoogleraar (overleden 2020)
- 24 - Frits Louer, Nederlands voetballer (overleden 2021)
- 25 - Nat Adderley, Amerikaans jazzmusicus (overleden 2002)
- 26 - Adolfo Pérez Esquivel, Argentijns mensenrechtenactivist en Nobelprijswinnaar
- 26 - Giuliana Minuzzo, Italiaans alpineskiester (overleden 2020)
- 26 - Ad Simonis, Nederlands kardinaal, metropoliet en aartsbisschop van Utrecht (overleden 2020)
- 28 - Rinus Ferdinandusse, Nederlands journalist en schrijver (overleden 2022)
- 28 - Arie van Houwelingen, Nederlands wielrenner
- 28 - Hedwig Leenaert, Belgisch atlete (overleden 2017)
- 28 - Dervla Murphy, Iers schrijfster van reisboeken (overleden 2022)
- 29 - André Noyelle, Belgisch wielrenner (overleden 2003)
- 29 - Joerij Vojnov, Sovjet-Oekraïens voetballer en trainer (overleden 2003)
- 30 - Jack Ging, Amerikaans acteur (overleden 2022)
- 30 - Theo Ordeman, Nederlands televisieregisseur en -producent (overleden 2007)

### december
- 2 - Jörgen Petersen, Fins trompettist (overleden 2009)
- 3 - Ellen Blazer, Nederlands televisieregisseur (overleden 2013)
- 4 - Gerd Heidemann, Duits journalist (overleden 2024)
- 6 - Nel Büch, Nederlands atlete (overleden 2013)
- 7 - Nicholas Cheong Jin-suk, Zuid-Koreaans kardinaal-aartsbisschop (overleden 2021)
- 11 - Rita Moreno - Puerto Ricaans actrice
- 11 - Bhagwan Sri Rajneesh, Indiaas goeroe (overleden 1990)
- 13 - Émile Leva, Belgisch atleet
- 13 - Ida Vos, Joods-Nederlands dichteres en schrijfster (overleden 2006)
- 14 - Vic Anciaux, Belgisch arts en politicus (overleden 2023)
- 14 - Arsenio Laurel, Filipijns autocoureur (overleden 1967)
- 17 - Yvonne Keuls, Nederlands schrijfster
- 17 - Frankie Miller, Amerikaans countryzanger en songwriter
- 18 - Allen Klein, Amerikaans muziekmanager (overleden 2009)
- 18 - Gunnel Lindblom, Zweeds actrice (overleden 2021)
- 21 - Caroline Kaart (Caroline van Hemert), Schots-Nederlands operazangeres en presentatrice (overleden 2020)
- 24 - Vic Anciaux, Belgisch arts en politicus (overleden 2023)
- 24 - Mauricio Kagel, Argentijns-Duits componist (overleden 2008)
- 25 - Jan de Leeuw, Nederlands politicus en burgemeester (overleden 2023)
- 25 - Bắc Sơn, Vietnamees acteur (overleden 2005)
- 26 - Tom van Beek, Nederlands acteur en schrijver (overleden 2002)
- 26 - Roger Piantoni, Frans voetballer (overleden 2018)
- 27 - Tommy Lapid, Israëlisch journalist, columnist, publicist, tv-presentator, (sport)bestuurder en politicus (overleden 2008)
- 27 - John Charles, Welsh voetbalspeler en trainer (overleden 2004)
- 29 - Jose Concepcion, Filipijns zakenman en politicus (overleden 2024)
- 29 - Bobby Shearer, Schots voetballer (overleden 2006)
- 29 - Peter Vlug sr., Nederlands voorman Pinksterbeweging (overleden 2022)
- 31 - Bob Shaw, Amerikaans schrijver (overleden 1996)
- 31 - Avtandil Tsjkoeaseli, Sovjet-Georgisch voetballer (overleden 1994)

### datum onbekend
- Jan Cap, Belgisch arbeider en syndicalist (overleden 2018)

## Overleden
januari
- 4 - Art Acord (40), Amerikaans acteur
- 13 - Kálmán Kandó (61), Hongaars elektrotechnicus en uitvinder
- 16 - Jan Dunselman (67), Nederlands kunstschilder
- 21 - Robert LeGendre (33), Amerikaans atleet
- 23 - Anna Pavlova (49), Russisch ballerina

februari
- 3 - Aniceto Lacson (73), Filipijns suikerbaron, grootgrondbezitter en revolutionair
- 23 - Nellie Melba (69), Australisch sopraan
- 26 - Otto Wallach (83), Duits scheikundige en Nobelprijswinnaar
- 27 - Erich Wasmann (71), Oostenrijks entomoloog en pater
- 28 - Jetze Doorman (49), Nederlands schermer

maart
- 7 - Theo van Doesburg (47), Nederlands kunstenaar en oprichter van De Stijl
- 11 - Leo Lauer (47), Nederlands sportjournalist
- 25 - Ida Wells (68), Amerikaans burgerrechtenactiviste
- 26 - Kate Marsden (71), Brits missionaris, ontdekkingsreiziger en verpleegster
- 27 - Arnold Bennett (63), Engels romanschrijver

april
- 13 - Fausto Maria Martini (44), Italiaans schrijver
- 17 - Aart van der Leeuw (54), Nederlands schrijver en dichter
- 19 - Louis Dollo (73), Belgisch paleontoloog

mei
- 5 - Glen Kidston (32), Brits piloot en autocoureur
- 6 - Hermann Anschütz-Kaempfe (58), Duits wetenschapper en uitvinder
- 9 - Albert Michelson (78), Amerikaans natuurkundige en Nobelprijswinnaar
- 12 - Eugène Ysaÿe (72), Belgisch violist en componist

juni
- 2 - Marthe Massin (70), Belgische schilderes en muze
- 21 - Pio del Pilar (70), Filipijns revolutionair en generaal

juli
- 24 - Nonô (32), Braziliaans voetballer
- 28 - Emil Warburg (85), Duits natuurkundige

augustus
- 2 - Kinue Hitomi (24), Japans atlete
- 12 - Cornelis Johannes Kieviet (73), Nederlands schrijver van kinderboeken
- 16 - Louis Bouwmeester (48), Nederlands soloviolist
- 27 - Willem Hubert Nolens (70), Rooms-Katholiek priester en Nederlands politicus
- 31 - Sergej Borisov (64), Russisch fotograaf

september
- 13 - Pim Kiderlen (63), Nederlands wielrenner
- 16 - Juan Domingo Brown (43), Argentijns voetballer

oktober
- 14 - Karl Stöhr (72), Duits architect en bouwondernemer
- 18 - Thomas Edison (84), Amerikaans uitvinder en industrieel
- 21 - Arthur Schnitzler (69), Oostenrijks huisarts en schrijver

november
- 4 - Buddy Bolden, jazz-pionier.
- 13 - Auguste Oleffe (64), Belgisch kunstschilder
- 17 - Georgi Atanasov (49), Bulgaars componist

december
- 5 - Willem Bastiaan Tholen (71), Nederlands kunstschilder
- 9 - Antonio Salandra (78), Italiaans politicus
- 24 - Flying Hawk (77), Lakota krijger, historicus, filosoof en onderwijzer
- 28 - Curt von François (79), Duits militair, koloniaal en ontdekkingsreiziger

## Weerextremen in België
- 20 maart: Maximumtemperatuur tot 22,9 °C in Ukkel.
- maart: Maart met hoogste zonneschijnduur : 234 uur (normaal 140 uur).
- 26 mei: Maximumtemperatuur tot 33 °C in Wardin (Bastogne).
- 25 augustus: Maximumtemperatuur onder 13 °C in Ukkel.
- 6 september: Maximumtemperatuur onder 8,3 °C op de Baraque Michel (Jalhay).
- 22 september: Maximumtemperatuur van 6,4 °C op de Baraque Michel (Jalhay).
- 23 september: Algemene vorst ten zuiden van Samber en Maas en in de Kempen.
- 22 oktober: Minimumtemperatuur tot –5,9 °C in Wardin (Bastogne).
- 28 oktober: Minimumtemperaturen tussen –2,6 °C in Oostende en –8,8 °C in Wardin (Bastogne).

Bron: KMI Gegevens Ukkel 1901-2003  met aanvullingen 